# Hans-Dieter Lippert
Hans-Dieter Lippert (* 12. März 1946 in Biberach an der Riß) ist ein deutscher Rechtswissenschaftler.

## Werdegang
Nach dem Abitur am Georgii-Gymnasium in Esslingen am Neckar (1966) studierte er an der Eberhard-Karls-Universität zu Tübingen Rechtswissenschaft (bis 1970). In Tübingen wurde er 1966 Mitglied der Studentenverbindung Normannia. Er wurde mit einer Arbeit aus dem Aktienrecht bei Wolfgang Zöllner in Tübingen zum Dr. iur. promoviert (1976).
Ab 1975 war er bis 1998 an der Universität Ulm in unterschiedlichen Funktionen in deren Verwaltung tätig, unter anderem auch als Justitiar. Hieraus ergab sich sein thematisch/wissenschaftliches Interesse am Medizinrecht. Bis 2011 schloss sich eine Tätigkeit als Akademischer Direktor im Institut für Rechtsmedizin an. In der Ethikkommission der Universität war er seit 1984 zuletzt als stellvertretender Vorsitzender tätig. Seit 2011 ist er als Rechtsanwalt Mitglied in einer wirtschaftsrechtlich tätigen Kanzlei in Ulm und München.

## Wissenschaftliches
Gemeinsam mit Erwin Deutsch hat er auch als Mitautor Kommentare zum Arzneimittelgesetz und zum Medizinproduktegesetz (jeweils in 3 Auflagen) herausgegeben und ist zusammen mit Rudolf Ratzel Mitautor des Kommentars zur Musterberufsordnung für die deutschen Ärztinnen und Ärzte. Diese sind allesamt im Springer-Verlag erschienen.
Zusammen mit anderen begründete er als Ideengeber 1982 die Zeitschrift Medizinrecht (MedR), die in den Verlagen Springer und C. H. Beck erscheint. Er ist dort auch heute noch einer der Mitherausgeber.

## Privates
Bis zu ihrem  Tod 2020 war er mit der Anästhesistin Christine Mihatsch-Lippert verheiratet. Das Medizinrecht verdankt ihrer praktischen Tätigkeit Veröffentlichungen.

## Ehrenämter
- Vorsitzender der  Stiftung BINZ e. S. für präklinische Notfallmedizin ist er seit 2005.[7]
- 1982 war er an der Gründung der Deutschen Gesellschaft für Medizinrecht (DGMR) federführend beteiligt und bis 2008 Mitglied in deren Vorstand.

## Schriften (Auswahl)
- mit E. Deutsch, R. Ratzel, B. Tag und U. M. Gassner.- Kommentar zum Medizinproduktegesetz (MPG). 3. Auflage. Springer, Berlin/Heidelberg 2015, ISBN 978-3-662-55461-6.
- als Hrsg. mit E. Deutsch: Kommentar zum Arzneimittelgesetz (AMG). 3. Auflage. 2010, ISBN 978-3-540-41243-4.
- mit R. Ratzel und J. Prütting: Kommentar zur (Muster-)Berufsordnung für die in Deutschland tätigen Ärztinnen und Ärzte - MBO-Ä 1997. 7. Auflage. Springer, 2018, ISBN 978-3-662-55164-6.
- Beitrag über Rechtsfragen. In: Bodo Gorgaß, Friedrich Wilhelm Ahnefeld: Rettungsassistent und Rettungssanitäter. Springer, 1989, ISBN 3-540-50330-7.
- mit Walther Weissauer: Das Rettungswesen. Organisation – Medizin – Recht. Mit einem Beitrag über medizinische Probleme des Rettungswesens und die Qualifikation des Notarztes von F. W. Ahnefeld. Springer-Verlag, Berlin / Heidelberg / New York / Tokyo 1983, ISBN 3-540-12636-8.
- mit E. Deutsch: Ethikkommission und klinische Prüfung. Springer, 1998, ISBN 3-540-64244-7.
- mit Bodo Gorgaß und Friedrich Wilhelm Ahnefeld: Der Rettungsdienst in der Bundesrepublik – Teil 1. In: Notfallmedizin. 4, 1978, S. 195 ff.
- mit Bodo Gorgaß und Friedrich Wilhelm Ahnefeld: Der Rettungsdienst in der Bundesrepublik – 5 Jahre Erfahrung am Rettungszentrum Ulm. In: Notfallmedizin. 4, 1978, S. 282 ff.
- Überwachungspflicht, Informationsrecht und Gesamtschuldnerische Haftung des Aufsichtsrates nach dem Aktiengesetz 1965. P. Lang, 1976, ISBN 3-261-01955-7.